# دیوید ایزاکس
دیوید ایزاکس (انگلیسی: David Isaacs؛ زادهٔ ۱ ژانویهٔ ۱۹۶۶) مدیر اجرایی و مدیر کارآفرین اهل ایالات متحده آمریکا است، که به‌عنوان یکی از بنیانگذاران سازمان یواف‌سی شناخته می‌شود.